# エイデン・ヘブン
- エイデン・ヘヴン

エイデン・エドフォード・ヘブン（Ayden Edford Heaven, 2006年9月22日 - ）は、イングランドのロンドンインフィールド区出身のプロサッカー選手。プレミアリーグのマンチェスター・ユナイテッドFC所属。ポジションはディフェンダー。

## 経歴

### アーセナル
ウェストハム・ユナイテッドFCのユースアカデミーを経て、2019年よりアーセナルFCのユースアカデミーに加入。2023年夏に奨学金契約を結んだ。
2024-25シーズン開幕前から、同世代のマイルズ・ルイス＝スケリー、イーサン・ヌワネリと共にトップチームのトレーニングに帯同するようになる。2024年10月30日、EFLカップのプレストン・ノースエンドFC戦に途中出場してトップチームデビューを果たした。

### マンチェスター・ユナイテッド
2025年2月1日にマンチェスター・ユナイテッドFCへ完全移籍した。

## 代表歴
2024年5月にU-18イングランド代表に初選出された。